# Coyoteïta
La coyoteïta és un mineral de la classe dels sulfurs. Rep el nom del pic Coyote (Califòrnia, Estats Units), la seva localitat tipus.

## Característiques
La coyoteïta és un sulfur de fórmula química NaFe₃S₅·2H₂O. Cristal·litza en el sistema triclínic. La seva duresa a l'escala de Mohs és 1,5.
Segons la classificació de Nickel-Strunz, la coyoteïta pertany a «02.FD - Sulfurs d'arsènic amb O, OH, H₂O» juntament amb els següents minerals: quermesita, viaeneïta, erdita, haapalaïta, val·leriïta, yushkinita, tochilinita, wilhelmramsayita, vyalsovita i bazhenovita.

## Formació i jaciments
Va ser descoberta al pic Coyote, situat dins el comtat de Humboldt, a Califòrnia (Estats Units). Es tracta de l'únic indret de tot el planeta on ha estat descrita aquesta espècie mineral.